# Goshen (Vermont)
Goshen és una població dels Estats Units a l'estat de Vermont. Segons el cens del 2000 tenia 227 habitants.

## Demografia
Segons el cens del 2000, Goshen tenia 227 habitants, 84 habitatges, i 57 famílies. La densitat de població era de 4,1 habitants per km².
Dels 84 habitatges en un 33,3% hi vivien nens de menys de 18 anys, en un 59,5% hi vivien parelles casades, en un 0% dones solteres, i en un 32,1% no eren unitats familiars. En el 17,9% dels habitatges hi vivien persones soles el 8,3% de les quals corresponia a persones de 65 anys o més que vivien soles. El nombre mitjà de persones vivint en cada habitatge era de 2,7 i el nombre mitjà de persones que vivien en cada família era de 3,07.
Per edats la població es repartia de la següent manera: un 26,4% tenia menys de 18 anys, un 4% entre 18 i 24, un 22,9% entre 25 i 44, un 37,4% de 45 a 60 i un 9,3% 65 anys o més.
L'edat mediana era de 43 anys. Per cada 100 dones de 18 o més anys hi havia 111,4 homes.
La renda mediana per habitatge era de 36.500 $ i la renda mediana per família de 58.750 $. Els homes tenien una renda mediana de 32.500 $ mentre que les dones 25.938 $. La renda per capita de la població era de 17.031 $. Cap de les famílies i el 9,3% de la població estaven per davall del llindar de pobresa.